# آسپاسیا

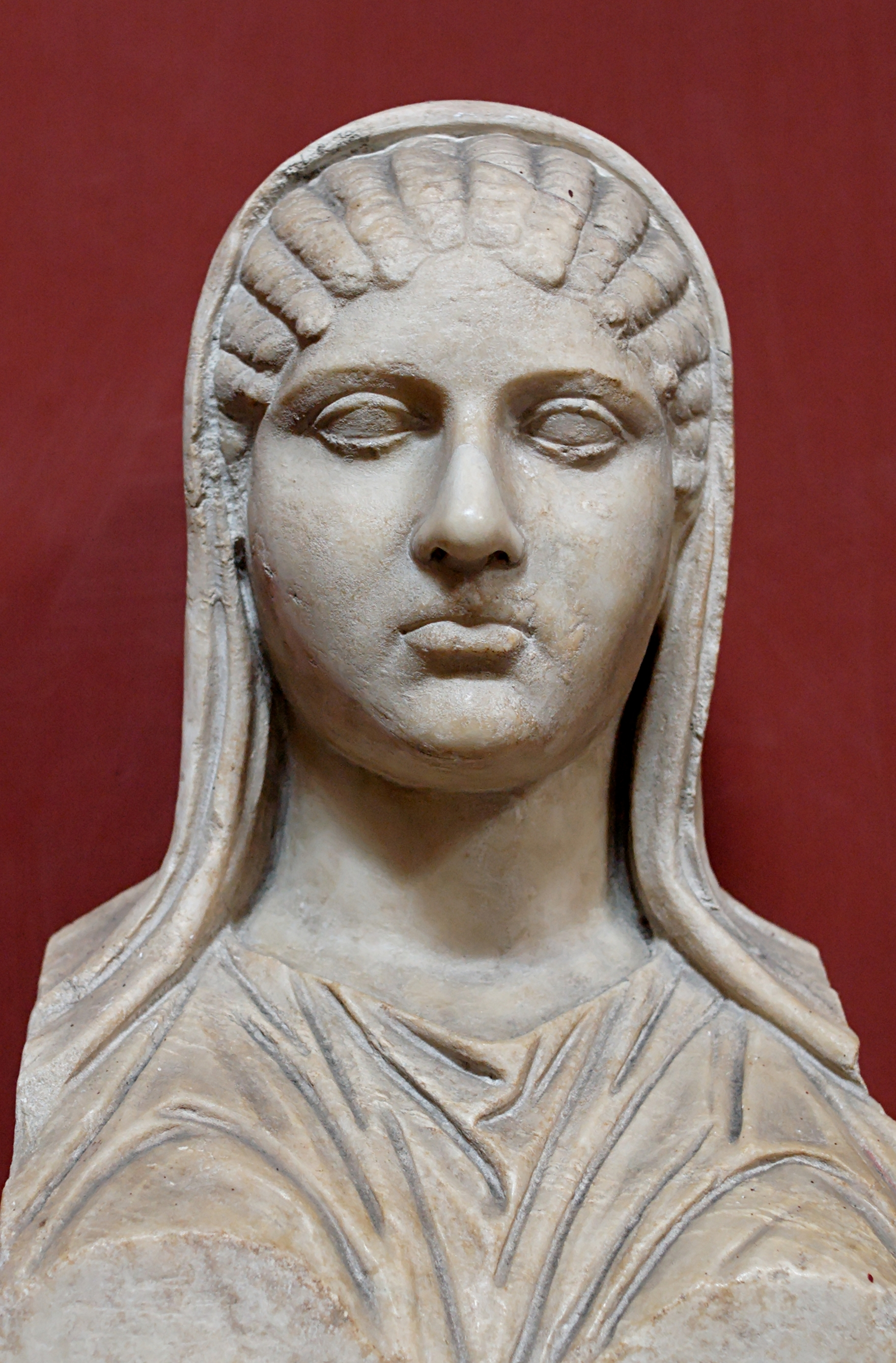
سردیس مرمری که نام آسپاسیا بر آن حک شده و احتمالاً از قبر او کپی شده‌است.

آسپاسیا (‎/æˈspeɪʒ(i)ə, -ziə, -ʃə/‎; زبان یونانی: Ἀσπασία یونانی: [aspasía:]; ح. 470 – پس از ۴۲۸ پیش از میلاد) یک زن متیک (غربتی) در آتن باستان بود. او در شهر میلتوس (ملط) به دنیا آمد و به آتن نقل مکان کرد و با دولتمرد برجستهٔ این شهر، پریکلس، رابطه داشت و از او پسری به نام پریکلس جوان داشت. بر اساس روایت تاریخ سنتی، او روسپی‌گری می‌کرد و به اتهام آسِبیا (بی تقوایی) محاکمه شد؛ و این در حالی است که محققان مدرن مبنای واقعی هر یک از این ادعاها را، که هر دو از کمدی باستانی نشات می‌گیرند، زیر سؤال برده‌اند. اگرچه آسپاسیا یکی از بهترین زنان جهان یونانی-رومی و مهم‌ترین زن در تاریخ آتن قرن پنجم است، تقریباً هیچ چیز در مورد زندگی او نمی‌دانیم.
آسپاسیا در کمدی کهن به عنوان یک فاحشه و خاله، و در فلسفه باستان به عنوان یک معلم و سخنور به تصویر کشیده شده‌است. او تا به امروز سوژه هنرمندان تجسمی و ادبی بسیاری بوده و هست. از قرن بیستم میلادی، او را هم به‌عنوان یک زن در فضای جنسیت‌زده و شخصی آزاده و هم به‌عنوان یک الگوی فمینیستی که برای حقوق زنان در آتن باستان مبارزه می‌کرد، به تصویر کشیده‌اند.

## منبع‌شناسی
ما باید به منابعی که از او نام می‌برند بسنده کنیم، حتی اگر اساساً واقعیت را تحریف کنند.— نیکول لوراکس، «آسپاسیا، بیگانه، روشن‌فکر».
آسپاسیا یک شخصیت مهم – و مهم‌ترین زن – در تاریخ آتن قرن پنجم بود و در جهان یونانی-رومی یکی از زنانی است که سنت‌های زندگی‌نامه‌ای قابل توجهی به او پرداخته‌اند.  اولین منابع ادبی که از آسپاسیا نام می‌برند، در زمان حیات او نوشته شده‌اند که این آثار غالباً کمدی آتنی هستند. در قرن چهارم پیش از میلاد از وی در مکالمات سقراط نیز یاد شده‌است. پس از قرن چهارم، تنها منابع به او اشاره‌های مختصر کرده‌اند یا در منابع ناقصی درباره‌اش صحبت شده که جلد کاملشان اکنون مفقود است. در قرن دوم پس از میلاد پلوتارک کتاب زندگی‌نامه پریکلس را نوشت و این اثر طولانی‌ترین و کامل‌ترین منبع باستانی در مورد آسپاسیا بوده‌است. زندگی‌نامه‌های مدرن آسپاسیا بیش از هر منبعی به پلوتارک وابسته هستند؛ و این در حالی است که او تقریباً هفت قرن پس از مرگ آسپاسیا کتابش را نوشت.
به سختی می‌توان از هر یک از این منابع نتیجه‌گیری محکمی دربارهٔ آسپاسیای واقعی داشت؛ همان‌طور که رابرت والاس می‌گوید: «از نظر ما، خود آسپاسیا تقریباً هیچ واقعیت تاریخی ندارد و نمی‌تواند داشته باشد». جدای از نام، نام پدر و محل تولد، زندگی‌نامهٔ آسپاسیا تقریباً به‌طور کامل غیرقابل تأیید است و نوشته‌های باستانی دربارهٔ او اغلب بیش از آن که واقعیتی تاریخی باشند، پیش‌بینی‌های خودشان (بدون استثناء مردان) را پیش‌بینی می‌کنند. بیوگرافی کامل مادلین هنری آنچه را که از زندگی آسپاسیا شناخته شده‌است تنها در ۹ صفحه پوشش می‌دهد.

## زندگی

### اوایل زندگی
آسپاسیا احتمالاً پیش از سال ۴۷۰ پیش از میلاد، در یکی از شهرهای یونانی‌نشین ایونیه به نام ملط (یا میلِتوس) (در استان آیدین ترکیه امروزی) به دنیا آمد و پدرش آکسیوکوس نام داشت. یک تعلیقه که دربارهٔ الیوس آریستیدس نوشته شده، به اشتباه ادعا می‌کند که آسپاسیا یک اسیر جنگی و برده‌ای اهل کاریا بوده‌است. این شاید به دلیل اشتباه گرفتن این شخصیت با کنیز کوروش کوچک است که او هم آسپاسیا نام داشت. شرایط نقل مکان آسپاسیا به آتن مشخص نیست. در این باره یک نظریه برای اولین بار توسط پیتر بیکنل ارائه شد که بر اساس کتیبهٔ نوشته شده بر مقبره‌ای در قرن چهارم است: آلکیبیادس اسکامبونیدا، پدربزرگ آلکیبیادس معروف، زمانی که از شهر آتن طرد شد، تبعید خود را در میلتوس می‌گذارند و در آنجا با خواهر آسپاسیا ازدواج کرد. وقتی او به آتن بازمی‌گشت آسپاسیا را نیز با خود برد. بیکنل حدس می‌زند که انگیزهٔ آسپاسیا از این سفر می‌تواند مرگ پدرش، آکسیوکوس، باشد زیرا این تاریخ با تحولات میلتوس پس از جدایی این شهر از اتحادیه دلیان در ۴۵۵/۴ پیش از میلاد، همخوانی دارد.

### زندگی در آتن
بر اساس روایت‌های سنتی دربارهٔ زندگی آسپاسیا، او روسپی‌گری می‌کرد و سپس یک فاحشه‌خانه دایر کرد. برخی از محققان این دیدگاه را به چالش کشیده‌اند؛ پیتر بیکنل می‌گوید «القاب تحقیر آمیز که نمایشنامه‌نویسان کمیک به او نسبت می‌دهند» غیرقابل اعتماد است. مادلین هنری در بیوگرافی آسپاسیا استدلال می‌کند که «وقتی یک شاعر طنز می‌گوید آسپاسیا فاحشه بوده‌است، ما لازم نیست باور کنیم» و به تصویری که از آسپاسیا به عنوان تاجر سکس نشان داده‌اند، بایستی «با تردید جدی نگریست». شریل گلن ادعا می‌کند که آسپاسیا در واقع یک آکادمی برای زنان افتتاح کرد که به «سالن محبوب برای تأثیرگذارترین مردان روز» از جمله سقراط، افلاطون و پریکلس تبدیل شد، و ربکا فوتو کندی پیشنهاد می‌کند که اتهامات در کمدی که او یک فاحشه‌خانه ساخته، از اینجا نشأت می‌گرفت. علی‌رغم این چالش‌ها برای روایت سنتی، بسیاری از محققان همچنان بر این باورند که آسپاسیا به عنوان یک فاحشه یا خاله کار می‌کرد. کنستانتینوس کاپاریس استدلال می‌کند که هجمه‌ای که آثار کمیکی به آسپاسیا وارد می‌کنند قابل قبول نیست زیرا او نمی‌توانست با چنین سابقه‌ای مانند زنان محترم با پریکلس رابطه ایجاد کند. فارغ از این که آسپاسیا به عنوان یک فاحشه کار می‌کرد یا نه، زندگی آتی او، که در آن ظاهراً درجاتی از قدرت، شهرت و استقلال را کسب کرد، شباهت‌هایی با زندگی دیگر هتایراها (تن‌فروشان) برجسته مانند فراین دارد.

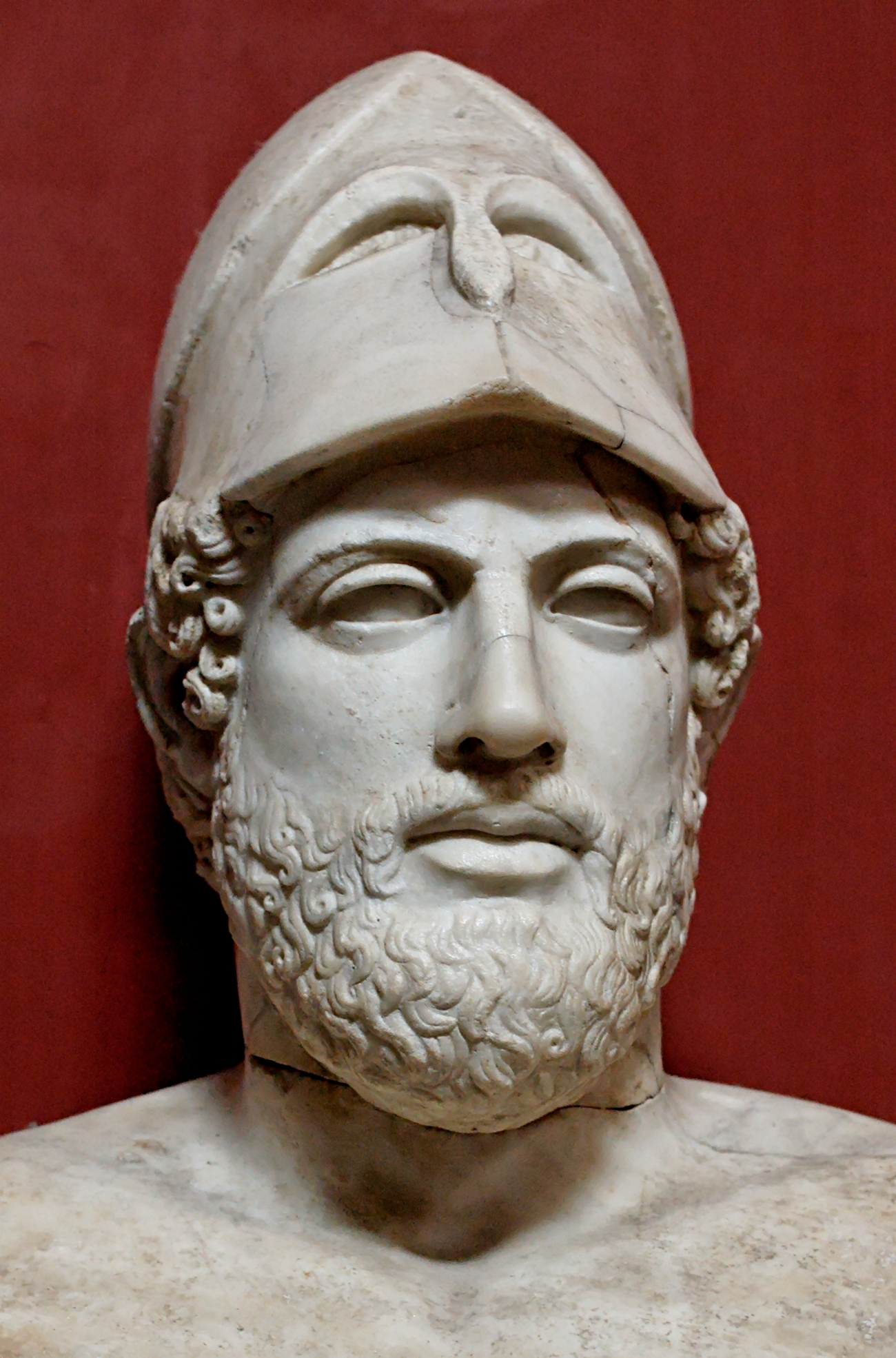
سردیس پریکلس

آسپاسیا در آتن با پریکلس سیاستمدار ملاقات کرد و این دو با هم رابطه‌ای آغاز کردند. نحوهٔ نخستین ملاقات آن‌ها مشخص نیست. اگر تز بیکنل درست باشد، ممکن است پریکلس او را از طریق آشنایی با خانوادهٔ آلکیبیادس ملاقات کرده باشد. کندی می‌گوید ممکن است زمانی که کلینیاس، پسر آلکیبیادس بزرگ، در نبرد کرونئا درگذشت، پریکلس کیریوس (سرپرست) آسپاسیا شده باشد. رابطه آسپاسیا با پریکلس در زمانی میان سال‌های ۴۵۲ و ۴۴۱ پیش از میلاد آغاز شد. نویسندگان باستانی او را به اشکال مختلفی نظیر فاحشه، معشوقه یا همسر پریکلس به تصویر کشیده‌اند. پژوهشگران مدرن نیز اختلاف دارند. ربکا فوتو کندی استدلال می‌کند که آن‌ها ازدواج کرده بودند. دبرا نیلز، آسپاسیا را «همسر بالفعل پریکلس» توصیف می‌کند. مادلین هنری معتقد است که قانون شهروندی پریکلس در ۴۵۱/۰ ازدواج بین یک آتنی و یک متیک را غیرقانونی می‌دانست و استدلال می‌کند که یک رابطهٔ شبه زناشویی پالاکه (معادل صیغه) میان این دو جاری بود. همچنین سو بلوندل، آسپاسیا را به عنوان هتایرا و معشوقهٔ پریکلس توصیف می‌کند.
آسپاسیا و پریکلس پسری به نام پریکلس جوان داشتند که حداکثر در سال ۴۴۰/۳۹ پیش از میلاد به دنیا آمد. در زمان تولد پریکلس جوان، پریکلس دو پسر قانونی دیگر داشت، پارالوس و زانتیپوس. پس از مرگ دو پسر بزرگ پریکلس، او در سال ۴۳۰/۲۹ پ‌م، اصلاحیه‌ای بر قانون شهروندی ۴۵۱/۰ پ‌م پیشنهاد کرد که طبق آن پریکلس جوان بتواند شهروند آتن شود و از پدرش ارث ببرد. اگرچه بسیاری از محققان بر این باورند که این به‌طور خاص برای پریکلس بود، برخی پیشنهاد کرده‌اند که در مواجهه با تأثیرات مخرب طاعون در آتن و جنگ پلوپونز که خانواده‌های بسیاری را تحت‌تأثیر قرار داده بود، این راه‌حل اتخاذ شد.
به گفته پلوتارک، شاعر کمدی هرمیپوس در دادگاه علیه آسپاسیا به دلیل بی‌تقوایی شکایت کرد. ظاهراً پریکلس از او دفاع کرد و نهایتاً آسپاسیا تبرئه شد. بسیاری از محققان این پرسش را مطرح کرده‌اند که آیا این محاکمه هرگز صورت گرفته‌است یا خیر؟ و استدلال می‌کنند که این روایت از محاکمهٔ خیالی آسپاسیا در نمایشنامه‌ای اثر هرمیپوس سرچشمه می‌گیرد. وینسنت آزولای محاکمه آسپاسیا را با محاکمه‌های فیدیاس و آناکساگوراس، که هر دوی آنان هم به پریکلس نزدیک بودند، مقایسه می‌کند و نتیجه می‌گیرد که «هیچ‌یک از محاکمه‌های بی‌تقوایی مربوط به افراد نزدیک به پریکلس با قطعیت تأیید نمی‌شود».
در سال ۴۲۹ پیش از میلاد، پریکلس درگذشت. طبق منابع باستانی، آسپاسیا سپس با سیاستمدار دیگری به نام لیسیکلس ازدواج کرد و پسر دیگری به نام پوریستس به دنیا آورد. از آنجایی که واژهٔ «پوریستس» نام هیچ شخصیت دیگری نبوده و به معنای «تامین‌کننده» یا «تهیه‌کننده» است، و اصطلاحی به معنی کنایی «دزد» است،  برخی از محققان استدلال کرده‌اند که این نام از یک جوک در یک کمدی گرفته شده. هنری شک دارد که آیا آسپاسیا اصلاً از لیسیکلس فرزندی به دنیا آورده باشد و کندی این سؤال را مطرح می‌کند که آیا او اصلاً با لیسیکلس ازدواج کرده بود یا نه؟ با این حال، پومروی فکر می‌کند که نام غیرمعمول پوریستس می‌توانست توسط لیسیکلس به دلایل سیاسی انتخاب شده باشد تا توجه شهروندان آتنی را به پسرش جلب کند و فرزندش را یک تأمین‌کننده برای شهر نشان دهد. لیسیکلس یک سال پس از پریکلس در سال ۴۲۸ درگذشت و پس از این برههٔ زمانی چیزی از زندگی آسپاسیا ثبت نشده. حتی معلوم نیست کجا و کِی درگذشت.

## میراث

### در دنیای باستان
در دوران باستان، دو مکتب فکری اولیه پیرامون شخصیت آسپاسیا شکل گرفت. یک سنت روایی که از کمدی کهن نشات می‌گیرد، به تأثیر او بر پریکلس و مشارکت او در تجارت جنسی تأکید می‌کنند. مکتب دیگر، که می‌توان ریشه‌های آن را در فلسفهٔ قرن چهارم جست، بر هوش و مهارت بلاغی آسپاسیا متمرکز است. برخی از محققان همچنین استدلال کرده‌اند که چندین شخصیت زن در تراژدی‌های آتن می‌توانست در اشاره آسپاسیا باشد؛ از جمله مده‌آ و فدرا در آثار اوریپید و یوکاسته اثر سوفوکل.

#### سنت کمیک
تنها منابع باستانی باقی مانده دربارهٔ آسپاسیا که در طول زندگی او نوشته شده‌اند، کمدی هستند. روایت‌های کمیک باقیمانده دربارهٔ آسپاسیا – برخلاف مردان معاصرش – بر تمایلات جنسی او تمرکز دارد. آریستوفان، تنها نویسنده کمدی کهن که آثار کاملی از او باقی مانده، تنها یک بار در مجموعه خود، در آچارنیان، به آسپاسیا اشاره کرده‌است. در قطعه ای که آغاز تاریخ هرودوت را تقلید می‌کند، آریستوفان به شوخی می‌گوید که فرمان مگاریان انتقام ربودن دو پورنای ("فاحشه") از آسپاسیا بود. پلوتارک اتهام مشابهی را به دوریس اهل ساموس نسبت داده، مبنی بر این که آسپاسیا مسئول دخالت آتن در جنگ سامیان بوده‌است؛ این اتهام ممکن است از همین جملات کمدی ناشی شده باشد. ذکر پورنای آسپاسیا در نمایش‌نامهٔ آچارنیان نیز اولین نمونه شناخته شده از این روایت سنتی است که آسپاسیا را به عنوان صاحب یک فاحشه‌خانه نشان می‌دهد.
به جز آریستوفان، در قطعات بازمانده از کراتینوس و ائوپولیس به آسپاسیا اشاره شده‌است. در قطعهٔ چِیرونز اثر کراتینوس، آسپاسیا به صورت «هرا-آسپاسیا، معشوقهٔ سگ‌چشم» وصف شده‌است. ائوپولیس در سه قطعه باقیمانده از آسپاسیا نام برده‌است. در پروسلاپاتیناس، او را با هلن تروا که دلیل شروع جنگ بوده و در فیلوی با اومفال که هراکلس را به بردگی واداشت، مقایسه کرده‌است. همچنین به آسپاسیا در دِمِس اشاره می‌شود و پریکلس در این نمایش پس از بازگرداندن مردگان، جویای پسرش می‌شود و به او می‌گویند که پسرش زنده است، اما از این که مادرش یک پورنا است، خجالت می‌کشد. همچنین به نظر می‌رسد که کالیاس از آسپاسیا نام برده‌است، اگرچه مکتب منکسنوس افلاطون که این را گزارش می‌کند مخدوش است و نامشخص است که کالیاس در مورد آسپاسیا چه گفته‌است. او همچنین ممکن است در نمایشنامه‌ای از هرمیپوس ظاهر شده باشد؛ احتمالاً این منبع حکایتی است که پلوتارک تعریف کرده و می‌گوید آسپاسیا به این خاطر متهم به بی‌تقوایی شد که زنان آزاد شهر را برای پریکلس فراهم می‌کرد تا با او رابطه جنسی برقرار کنند. آثار متأخرتر، به عنوان مثال اروتیکا از کلارخوس، سنت کمیک را با تمرکز بر تمایلات جنسی آسپاسیا و تأثیر نامناسب او روی پریکلس دنبال کردند.

#### سنت فلسفی

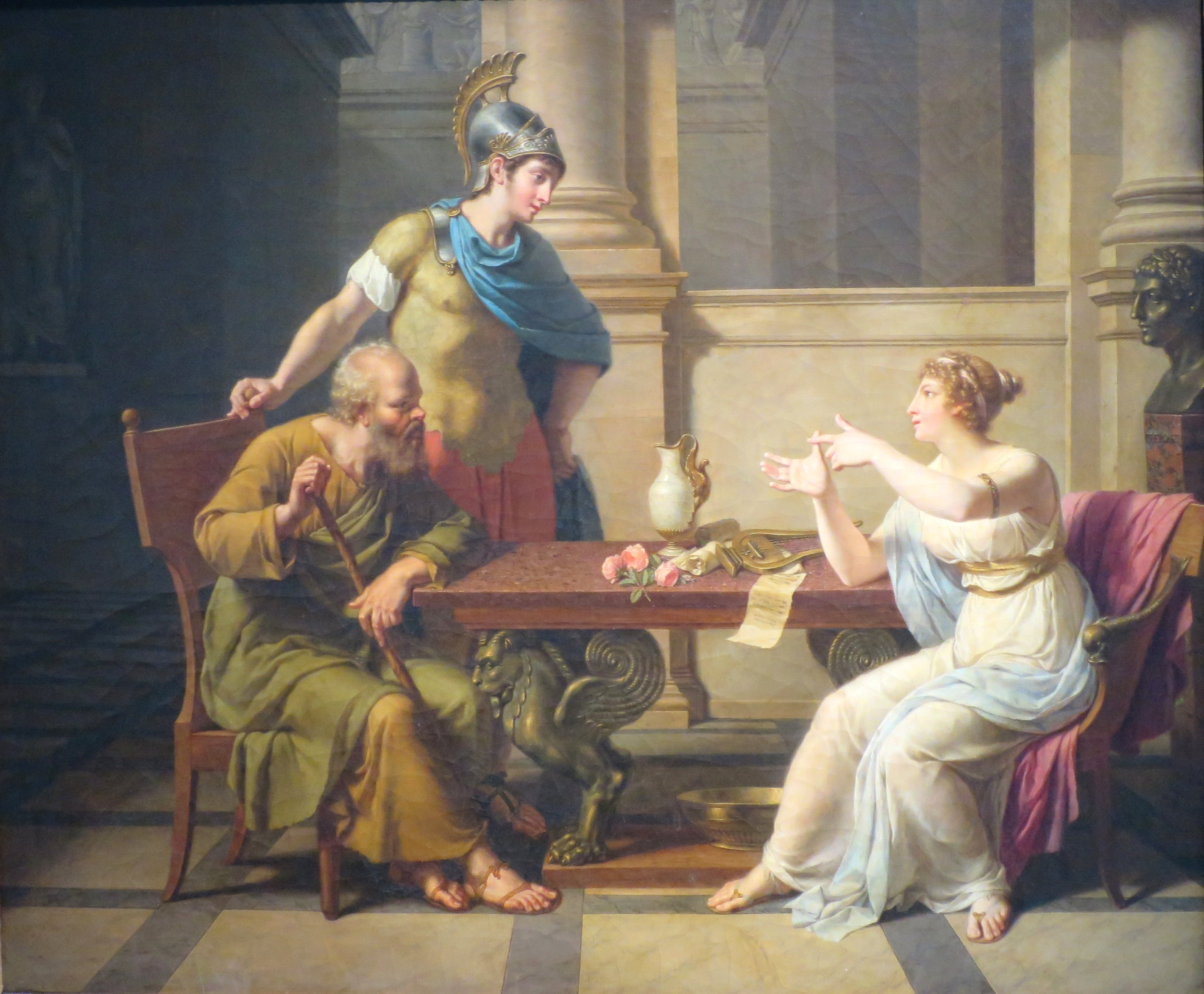
در روایتی که می‌توان ریشه‌اش را در قرن چهارم پیش از میلاد جست، آسپاسیا سخنوری ماهر است. در این نقاشی از نیکلاس آندره مونسیاو او صحبت می‌کند و سقراط و پریکلس با دقت گوش می‌دهند.

در قرن چهارم میلادی، چهار فیلسوف در نوشته‌های مکالمات سقراطی خود از آسپاسیا نام برده‌اند. آثار آنتیستنس و افلاطون او را به گونه‌ای منفی به تصویر می‌کشند که شبیه به شخصیت او در کمدی‌ها است. لیکن ایسخینس و گزنفون او را با وجهٔ مثبت‌تری نشان داده‌اند. در گفت‌وگوهای افلاطون، گزنفون، و ایسخینس، آسپاسیا به‌عنوان سخنوری تحصیل‌کرده، ماهر و مشاوری برای نگرانی‌های زناشویی به تصویر کشیده می‌شود. آرماند د انگور استدلال کرده که دیوتیما، که سقراط درک خود از عشق را در سمپوزیوم به او نسبت می‌دهد، بر اساس شخصیت آسپاسیا شکل گرفته‌است. در دوره‌های هلنیستی و رومی، برخی از نویسندگان از تصویر مثبت‌تر آسپاسیا در ادبیات سقراطی پیروی کرده و چهرهٔ او را از فحشا دور کردند و در جرگهٔ زنان خردمند قرارش دادند. دیدیموس کالسنتروس در اثری به نام سمپوزیاکا که دربارهٔ زنان استثنایی در تاریخ نوشت، جنبهٔ جنسی آسپاسیا را کم‌اهمیت جلوه داد، و در مقابل به تأثیرش بر فلسفهٔ سقراط و خطابه‌های پریکلس اشاره کرد. هم آتنائوس و هم ماکسیموس صوری گزارش می‌دهند که سقراط به کالیاس توصیه نمود آموزش پسرش را به آسپاسیا بسپارد. در روم، سیسرون و کوئینتیلی از مکالمهٔ میان آسپاسیا و گزنفون در گفتگویِ ایسخینس به عنوان نمونهٔ خوبی از استقرا نام برده‌اند.

### در دنیای مدرن
اولین اشاره پس از دوران باستان به آسپاسیا، در نامه‌های هلوییز به آبلار مشاهده می‌شود. هلوییز در نامه‌اش به روایت ایسخینس اشاره می‌کند که در آنجا آسپاسیا با گزنفون و همسرش در گفتگوست؛ او احتمالاً از طریق اشاره‌های سیسرون به این مکالمات، با آن آشنا شده‌است. در این نوشته، او آسپاسیا را به عنوان اسوه و الگویی برای زندگی پیشنهاد می‌کند.
در اواخر قرون وسطی و اوایل دوره مدرن، آسپاسیا در چندین کاتالوگ ظاهر شد که یک ژانر مُد روز در آن زمان بود. از شخصیت او در سه «کتاب مدالیون» نام برده شده ولی این شخصیت خیالی است و یک بیوگرافی مختصر درباره‌اش آمده است. اولین مورد از آنها پرومپتواریوم آیکونوم اثر گیومه رویله بود که شخصیت آسپاسیا را از کتب پلوتارک الهام گرفته و بر رابطهٔ او با پریکلس تمرکز دارد. در آیکونوگرافیا اثر جیووانی آنجلو کانینی، آسپاسیا با کلاهخود و سپر به تصویر کشیده شده‌است. آسپاسیا همچنین در دو فهرست از زنان در این دوره به عنوان معلم و فیلسوف حضور داشت: در تیرانیا پاترنا اثر آرکانجلا تارابوتی که او را معلم بلاغت نشان می‌دهد و اثری از ژیل مناژه به نام هیستوریا مولیروم فیلُسوفاروم که در آن، آسپاسیا آموزش بلاغت به پریکلس و سقراط، و آموزش فلسفه به سقراط را برعهده دارد.

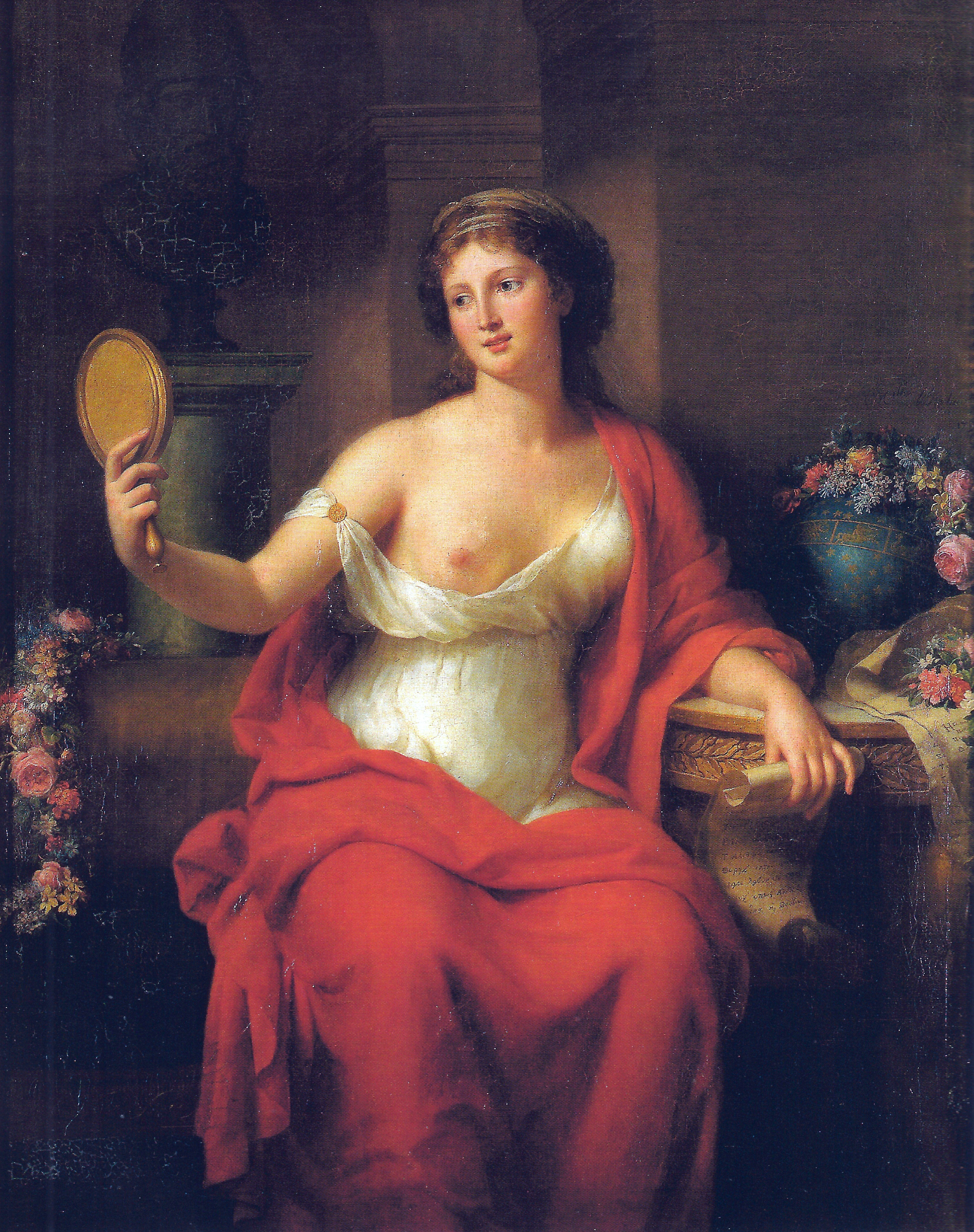
پرتره ماری بولیارد از آسپاسیا در سال ۱۷۹۴

در قرن هجدهم، آسپاسیا به اندازه کافی شناخته شده بود که در لغت نامه‌ها و دائرةالمعارف‌ها گنجانده شود، جایی که تصاویر او عمدتاً بر اساس نسخه‌های پلوتارک بود. در سال ۱۷۳۶، ژان لکونت د بیور تاریخچه دو آسپاسیا را منتشر کرد که بر اساس روایت پلوتارک بود و در آن آسپاسیا به عنوان یک زن تحصیل‌کرده و معلم پریکلس و همچنین همسر او به تصویر کشیده شد. در قرن هجدهم اولین تصویری که به آسپاسیا پرداخته، تابلوی نقاشی به نام آسپاسیه از خانمی به نام ماری بولیار است. این نقاشی آسپاسیا را در حالی نشان می‌دهد که یک سمت از سینهٔ او برهنه است و با آینه‌ای دستی به خود می‌نگرد و در دست دیگرش طوماری را نگهداشته. اگرچه سینه برهنه اشاره به روایت‌های شهوانی پیرامون آسپاسیا دارد، مادلین هِنری چنین می‌پندارد که این پرتره با تصاویر مستهجن بیشتر زنان متفاوت است، به‌طوری که آسپاسیا به جای مخاطبِ نقاشی، به آینه نگاه می‌کند و یک طومار به جای یک شیء آرایشی، مثلاً شانه، در دست دارد.
در قرن نوزدهم، روایت پلوتارک دربارهٔ شخصیت آسپاسیا هم در رمان‌ها و هم در نقاشی‌ها غالب بود. در هنرهای تجسمی، جنبهٔ جنسی آسپاسیا با نقاشی سقراط در جستجوی آلکیبیادس در خانه آسپاسیا اثر ژان لئون ژروم نشان داده شد، اما این نمایش مستهجن در این دوره نسبتاً غیر معمول بود. یک اثر حکاکی از اونوره دومیه به نام: "سقراط در خانه آسپاسیا" این شخصیت را به عنوان یک «لورت» نشان می‌دهد؛ این عبارت به زنانی هرزه و ولنگار گفته می‌شد. دیگر هنرمندان آن دوره، آسپاسیا را به گونه‌ای نشان می‌دادند که در زندگی عمومی فعال بود و با مشهورترین مردان آن دوره در تعامل بود. در نقاشی هنری هالیدی به نام آسپاسیا روی پنیکس، او با زن دیگری در محل مجمع آتن، مرکز فضای عمومی مردانه در شهر، نشان داده شده‌است، در حالی که در دو نقاشی از نیکلاس آندره مونسیائو او در حال گفتگو با روشنفکران و سیاستمداران مشهور آتن نشان داده شده‌است. در تابلوی سقراط و آسپاسیا، او با سقراط و پریکلس گفتگو می‌کند؛ اوریپید، سوفوکل، افلاطون و گزنفون نیز در کتاب «آسپاسیا در گفتگو با برجسته‌ترین مردان آتن» از جمله این افراد هستند. در هر دوی این نقاشی‌ها، آسپاسیا در حال حرف زدن است و توجه این مردان را به خود جلب می‌کند. ملیسا یانتا استدلال می‌کند که رمان کورینه از ژرمن دو استائل قهرمان خود را از آسپاسیا الگوبرداری کرده و او را در همان روایت با مهارت‌های بلاغی زنانه‌اش تصویر کرده‌است.
بازنمایی چهرهٔ آسپاسیا در قرن نوزدهم، او را به عنوان یک همسر محترم مطرح کرد. نویسندگان، والتر ساویج لندور و الیزابت لین لینتون در رمان پریکلس و آسپاسیا و آمیمون: رومانس روزهای پریکلس، آسپاسیا را به عنوان یک همسر ویکتوریایی خوب برای پریکلس به تصویر کشیدند. نقاشی لارنس آلما-تادما، فیدیاس و فریز پارتنون، نیز آسپاسیا را به عنوان یک همراه محترم در کنار مردان نشان می‌دهد. در مقابل، رمان آسپاسیا از رابرت همرلینگ او را به عنوان یک فمینیست اولیه نشان داده که مأموریتش بسیار فراتر از چیزی است که در روایت‌های رمانتیک دارد.
در قرن بیستم توجه به آسپاسیا در دو جهت سمت و سو گرفت، گروهی جدا از روابط او با مردان، به این شخصیت علاقمند شدند و گروهی دیگر توجه جدی‌تر به تمایلات جنسی او نشان دادند. یکی از افراد دستهٔ نخست نویسنده، فمینیست و سیاستمدار لتونیایی الزا روزنبرگا بود که نام مستعار خود را آسپاسیا (Aspazija) برگزید و با الگوبرداری از آنچه راه و روش آسپاسیا می‌دانست، کمپین خود برای حقوق زنان را شکل داد. جودی شیکاگو هم آسپاسیا را به عنوان یک الگوی فمینیستی در نظر می‌گرفت و در میان سی و نه زنی که در اثر هنری‌اش «میهمانی شام» نام برده، جایگاهی نیز برای او در نظر گرفته بود. ولیکن رمان‌های گروه دوم به تصویری از آسپاسیا گرایش دارند که جنسیت‌زده‌تر است و نقش یک فاحشه را ایفا می‌کند؛ از جمله آشیلِ زرهِ او که نویسندهٔ باستانی‌نویس پیتر گرین نوشته، پریکلس عزیز اثر مادلون دیمونت، شکوه و آذرخش اثر تیلور کالدول. بازی ویدیویی اساسینز کرید اودیسه، محصول سال ۲۰۱۸، آسپاسیا را در نقش اصلی بازی آورده و با پیروی از روایت باستانی، او را به عنوان یک هتایرا به تصویر می‌کشد. او در این داستان از زنانگی خود استفاده می‌کند تا رجال سیاسی را مطیع خود کرده و با کمک زنان دیگر در سراسر جهان یونانی، به مقاصد خود دست یابد.